# آنا لويس
آنا لويس (بالإنجليزية: Anna Lewis)‏ هي مؤرخة أمريكية، ولدت في 25 أكتوبر 1885، وتوفيت في 1 أغسطس 1961.